# Суново
Суново — деревня в Тейковском районе Ивановской области. Входит в состав Нерльского городского поселения.

## География
Находится в юго-западной части Ивановской области на расстоянии приблизительно 20 км на юг-юго-запад по прямой от районного центра города Тейково.

## История
Деревня уже была известна в 1840 году. В 1859 году здесь (тогда деревня в составе Суздальского уезда Владимирской губернии) было учтено 20 дворов.

## Население
Постоянное население составляло 149 человек (1859 год), 226 в 2002 году (русские 94 %), 189 в 2010.